# Byrsonima subterranea
Byrsonima subterranea là một loài thực vật có hoa trong họ Malpighiaceae. Loài này được Brade & Markgr. mô tả khoa học đầu tiên năm 1950.